# Castello di Vincigliata

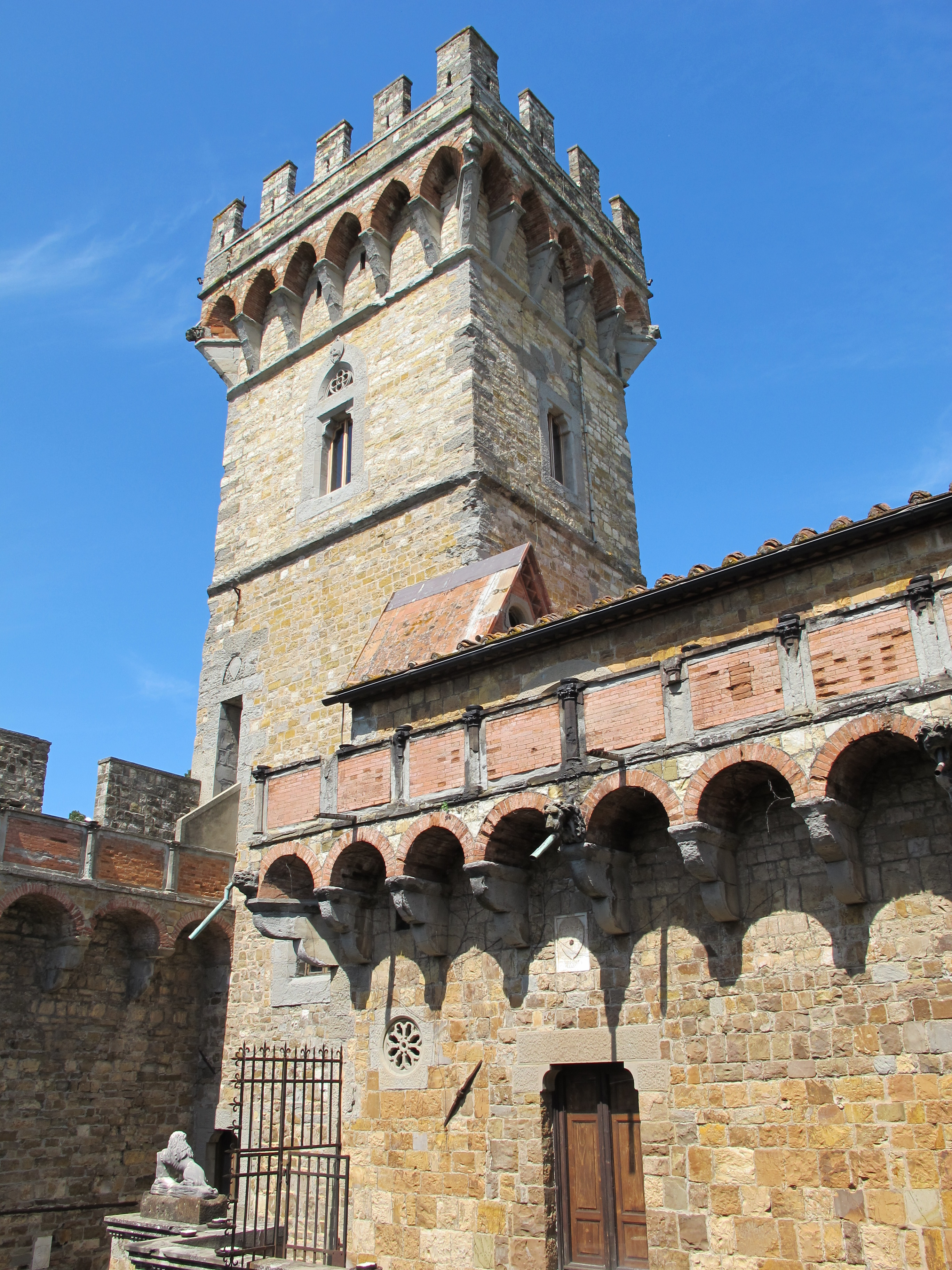
La torre del castello di Vincigliata

Il castello di Vincigliata si trova poco distante da Fiesole in località Vincigliata, via di Vincigliata 13. Si tratta forse del miglior esempio di realizzazione del sogno romantico di medioevo della nutrita colonia inglese che nell'Ottocento animava la vita culturale di Firenze.

## Storia

### Origini
Le origini del complesso affondano le radici fino al 1031, quando nella zona sono ricordati torri e caseggiati dei Visdomini, importante famiglia della Firenze medievale che aveva particolari privilegi sull'episcopato fiorentino. La proprietà passò poi ai fratelli Boccia e Giovanni di Scarlotto; nel 1335 il loro figlio e nipote vende a Paolo Giudice da Figline; successivamente acquistano i Bonaccorsi ed al loro fallimento nel 1345 è acquistata da Niccolò degli Albizzi. Un ramo di quest'ultima famiglia, per ragioni di opportunità politica cambiò il nome in Alessandri e proprio a questa fetta familiare toccò Vincigliata assieme ai poderi circostanti, che allora andavano sotto il nome della "Torre". La famiglia fu proprietaria della zona lasciando che il castello si riducesse nel tempo a un ammasso di rovine fino al 1827 quando fu acquistata da Giovanni Temple Leader.
In epoca romantica tali ruderi vennero caricati di suggestioni pittoresche da artisti e scrittori che si spingevano fin quassù, come dimostra uno schizzo del Burci datato 1836 e di una vecchia fotografia Alinari.

### Il restauro

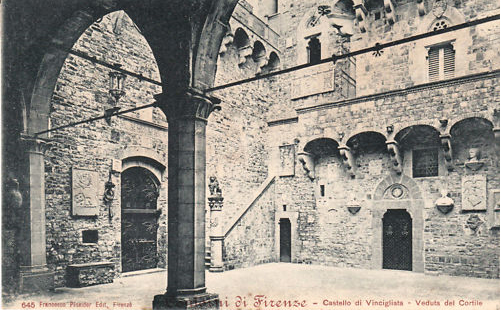
Il cortile, in una cartolina del 1901

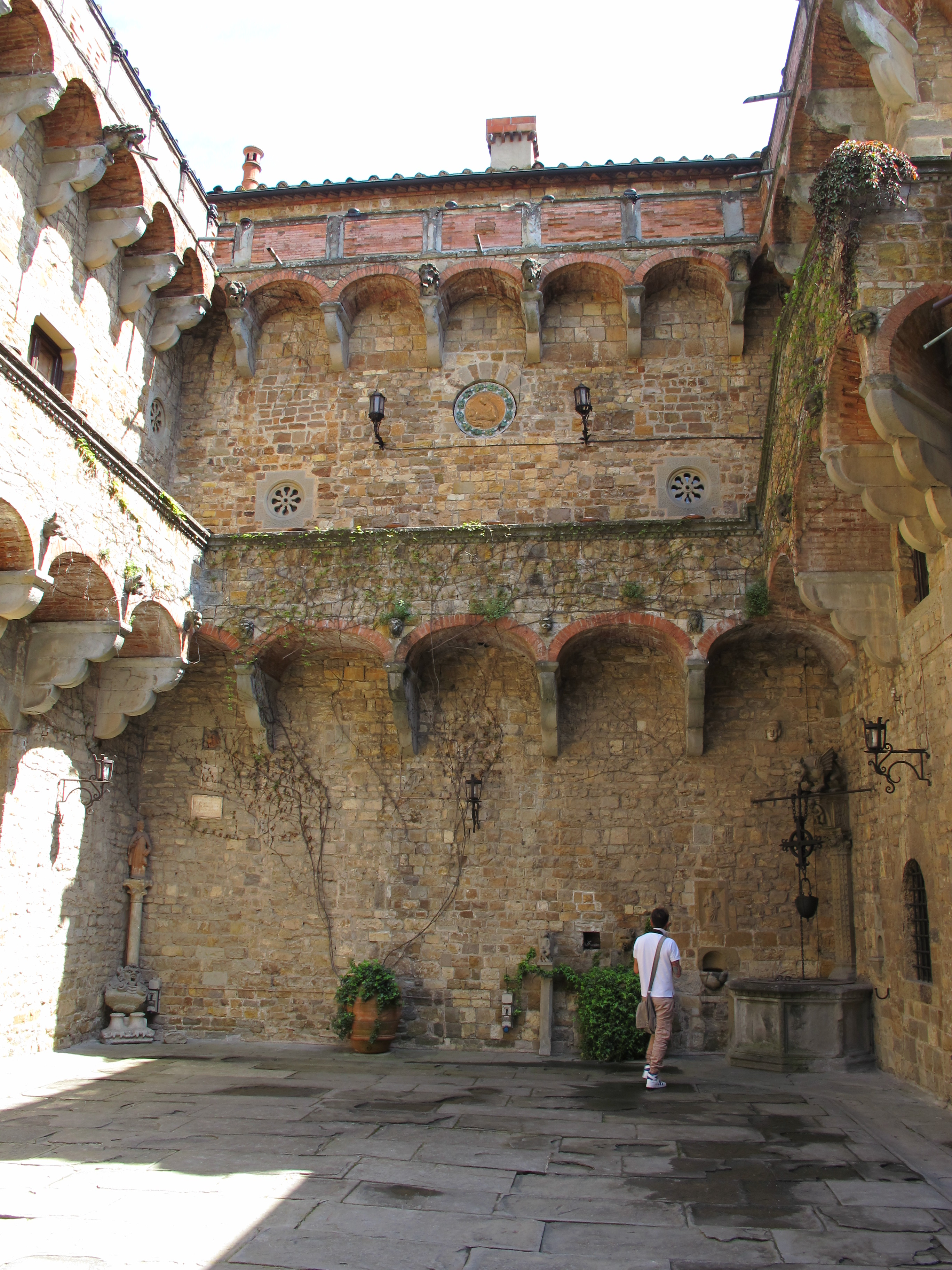
Il cortile oggi

Nel 1850 John Temple Leader, ricchissimo inglese, si innamorò di quelle rovine e le acquistò, avviando un'opera di ristrutturazione che, nell'arco di dieci anni (dal 1855 al 1865), creò un nuovo castello di gusto gothic revival. L'intervento non si limitò al solo restauro dell'edificio ma comprese anche i terreni circostanti, rimboschendo le pendici della collina con un ricco sottobosco e con piante che si potessero adattare al terreno roccioso. Fu introdotto un tipo di piantagione del cipresso a macchia, intervallato a pini e lecci, e integrato dalla preesistente vegetazione di fustaie, dando luogo ad un insolito bosco di conifere e latifoglie. Il Leader fu affiancato in questa operazione di "architettura ambientale" dall'architetto Giuseppe Fancelli, attivo anche alla vicina villa di Maiano, e dall'esperto di idraulica Alessandro Papini.
Nella seconda metà dell'800 Temple Leader acquistò l'antica cava delle Colonne, così chiamata perché le sue pietre erano servite alla costruzione delle colonne della Cappella dei Principi in San Lorenzo. Così facendo salvò in un'unica proprietà le cave abbandonate, salvandole, col senno di poi, dalla speculazione. Il gentiluomo ricreò attorno a sé il fascino del signore medievale e del colto mecenate rinascimentale, arrivando ad esempio a far coniare una propria medaglia con l'iscrizione "Johannes Temple Leader Vincigliatae Dominus". Fece inoltre della sua villa il luogo di accoglienza delle teste coronate dell'epoca. Un articolo su un numero del The Illustrated London News in prima pagina riporta infatti la visita della Regina Vittoria d'Inghilterra al castello di Vincigliata, come ricorda anche la lapide posta sul Kaffeehause, diffondendo in tutto il mondo la fama del luogo. Numerose altre lapidi, vero e proprio almanacco in pietra, ricordano altrettanti ospiti illustri.
Il castello fu oggetto di numerose pubblicazioni, che ne descrivono minutamente tutte le parti, gli arredi (antichi e in stile) e la storia. Tra le foto d'epoca una particolarmente significativa, scattata dal marchese Filippo Torrigiani il 18 aprile 1888 e pubblicata da Leader Scott nel 1891, mostra i bel mondo fin de sécle ospite di John Temple Leader e di sua moglie Luisa Raimondi.
Temple Leader morì a Firenze nel 1903 lasciando tutte le sue proprietà, tra cui anche il castello di Vincigliata a lord Westbury. La figura di Temple Leader ispirò anche un film muto, Il sire di Vincigliata, del 1913.

### Dalla seconda guerra mondiale
Durante la seconda guerra mondiale il castello venne utilizzato come campo di prigionieri di guerra. Vi furono condotti prigionieri i sei generali britannici catturati dall'Asse il 7-8 aprile 1941 presso Derna: pattuglie di bersaglieri italiani e tedeschi fecero prigionieri Vaugham, Gambier-Perry, Combe e Neame, e O'Connor; a questi si aggiunse Adrian Carton de Wiart, preso prigioniero dopo che il suo aereo fu costretto all’ammaraggio e raggiunse la costa libica a nuoto.
In particolare, il generale sir Adrian Carton de Wiart raccontò dettagliatamente le sue esperienze a Vincigliata nelle sue memorie. Oggi il castello è sede di un centro congressi e servizi.

## Descrizione
Il complesso si estende entro un perimetro trapezoidale di quasi 400 metri, circondato da una muraglia di recinzione e comprende un mastio, una torre di guardia, un cortile, una loggia e un chiostro, il tutto unificato dai caratteri dell'architettura militare medievale.

### Il castello
Il palazzo vero e proprio venne costruito sui resti della rocca inglobandone il più possibile parti originali e riprendendone la forma. A decorare gli interni fu chiamato Gaetano Bianchi, che si ispirò a leggende cristiane che imitano l'arte medievale. Venne inoltre staccato un ciclo di affreschi originale da una cappella nella chiesa di San Martino in via della Scala a Firenze, con Storie di san Bernardo degli Uberti. Opere scultoree vennero create dagli scultori locali Giustini e Marucelli.

### Il parco

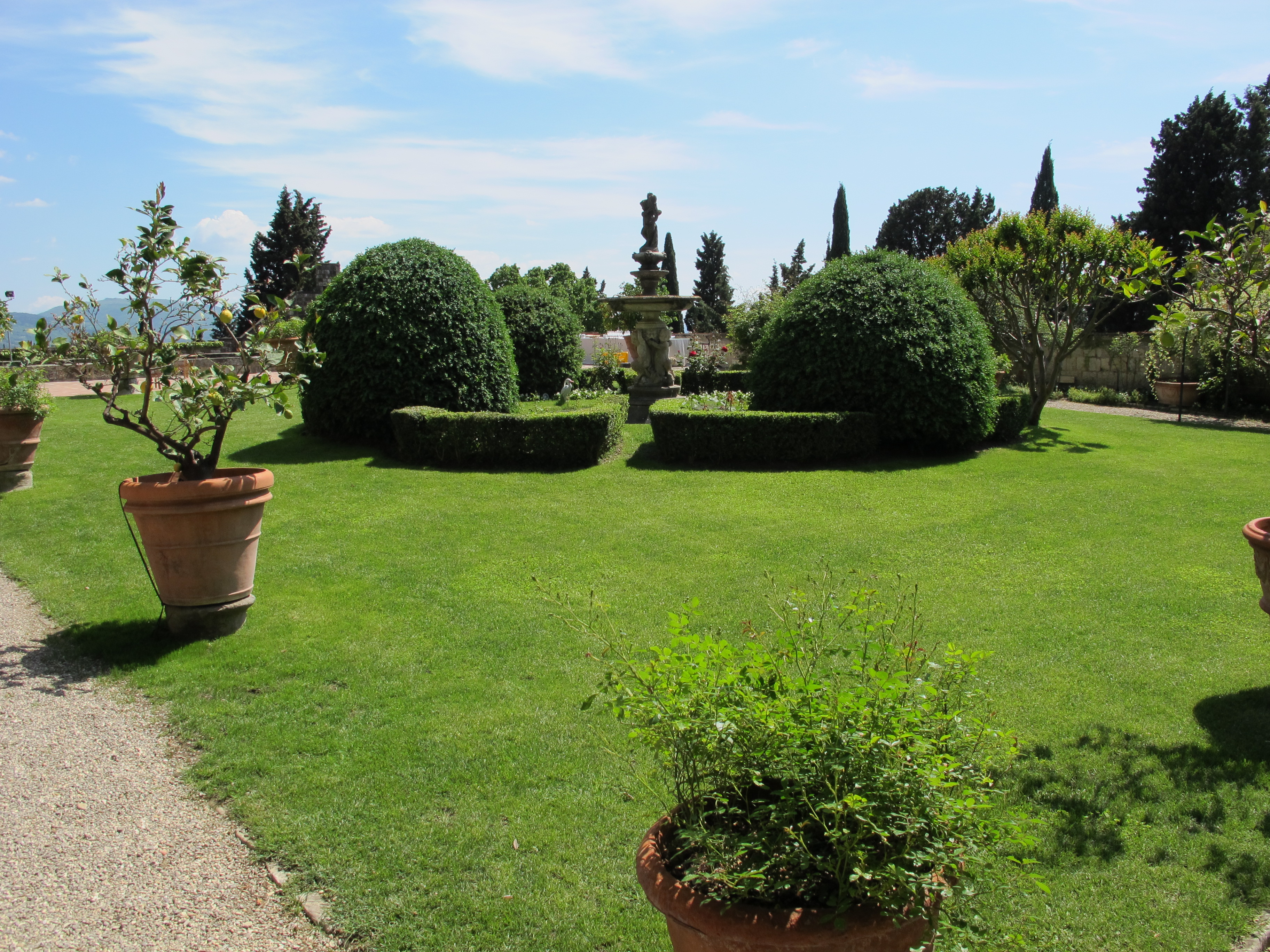
Una terrazza dei giardini

Il bacino naturale della Cava delle Colonne, trasformato in un laghetto-piscina attraverso l'immissione delle acque del torrente Mensola, è l'emergenza più significativa nel vasto parco romantico. Le sponde del lago sono costituite da un lato, da rocce di macigno che sporgono formando suggestive grotte, dall'altro sono delimitate da argini in muratura. Tutto intorno la vegetazione si sporge verso la superficie del laghetto, nel quale piante acquatiche, come ninfee, iris, papiri, gigli acquatici e canne, danno colore alla piscina.
Tutti i manufatti del parco sono realizzati prima del 1883, ad eccezione della torre in stile gotico (1885-1886), che diventò il fulcro di questa suggestiva ed insolita "stanza da bagno". La torre, coronata da un ballatoio sporgente con merlatura guelfa, è molto simile a quelle di guardia della cinta muraria del castello. Lo spogliatoio delle signore, realizzato in legno, su palafitte, sullo stile dello chalet svizzero, è l'unico edificio che non si è conservato. Un ponte, detto di Maria Luisa, unisce le due sponde del torrente, al di là del quale sorge la Kaffeehaus dall'elegante loggiato. Questo edificio era originariamente utilizzato come deposito attrezzi per gli scalpellini delle cave adiacenti.
Intorno al laghetto delle Colonne, il giardino si articola in sentieri tortuosi che attraversano il fitto bosco incontrando, ponticelli, muretti, statue di mostri mitologici e una grotta ninfeo, tipici elementi del giardino romantico.

## Note

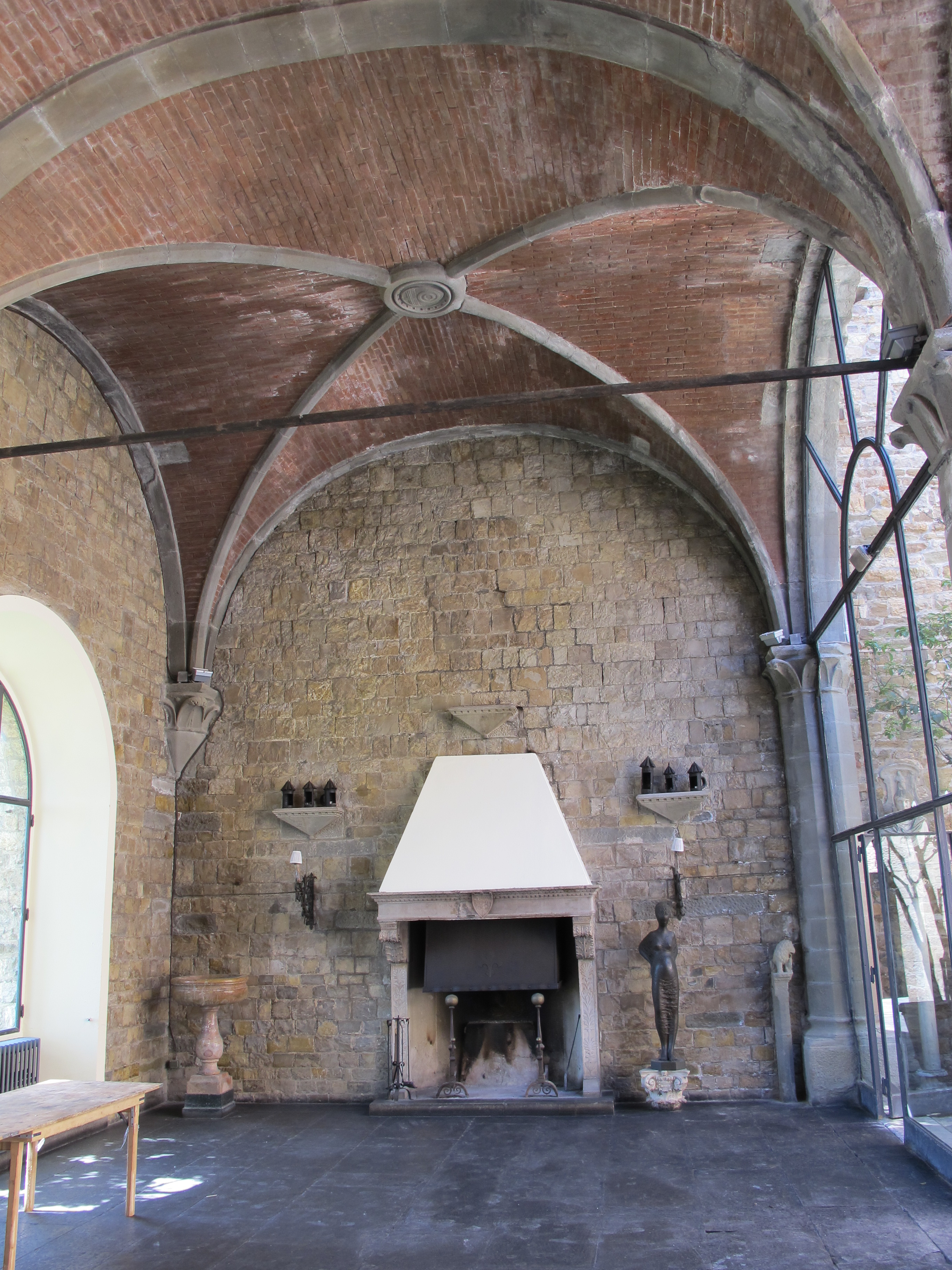
Il salone ricavato nella loggia del cortile